# Łysienie poporodowe
Łysienie poporodowe (łac. alopecia postpartalis, ang. postpartum alopecia) – objaw polegający na przejściowym, nasilonym wypadaniu włosów po okresie ciąży. Pojawia się z reguły około trzeciego miesiąca od momentu porodu.

## Przyczyny
Łysienie poporodowe jest przykładem łysienia telogenowego. Jego przyczyny upatruje się m.in. w gwałtownym spadku poziomu estrogenów po porodzie. Podczas ciąży pod wpływem zmian hormonalnych spada liczba włosów w fazie telogenu z 10% do około 5%. Po porodzie, około 60% włosów anagenowych wchodzi w fazę telogenu. Po około 3 miesiącach, włosy telogenowe zaczynają wypadać.

## Zakres zjawiska
Łysienie poporodowe obejmować może od 20 do 30 procent włosów. Zakres zjawiska obejmuje włosy, które nie wypadły w czasie trwania ciąży oraz te, które zgodnie z naturalnym trybem organizmu powinny wypaść w czasie obecnym. W przypadku zjawiska wywołanego burzą hormonalną, nie istnieje ryzyko wyłysienia.

## Leczenie
Łysienie poporodowe to stan przejściowy, związany z wahaniem poziomu hormonu estrogenu. Nie wymaga on leczenia. Samoistny odrost włosów następuje z reguły w przeciągu 6 do 9 miesięcy od urodzenia dziecka. W przypadku kobiet karmiących piersią, odrost włosów może trwać dłużej. Ma to związek z wyższym stężeniem prolaktyny, której duża ilość przyczynia się do wypadania włosów.
W kilku badaniach na małych grupach pacjentek sprawdzano skuteczność takich form leczenia jak suplementacja hormonów tarczycy, miejscowo stosowany progesteron i estradiol oraz antykoncepcja hormonalna. Metody niefarmakologiczne obejmują edukację pacjentek w zakresie fizjologii włosów i zmniejszenie lęku. Wyniki tych badań nie uzasadniają zalecania żadnej z tych metod jako skutecznie przeciwdziałającej utracie włosów.